# Brit Awards 2016
Les Brit Awards 2016 ont lieu le 25 février 2016 à l'O2 Arena à Londres. Il s'agit de la 36e cérémonie des Brit Awards, présentée par le duo Ant & Dec (en) et diffusée en direct à la télévision sur la chaîne ITV.
La styliste écossaise Pam Hogg (en) réalise le design des trophées remis aux gagnants .
La chanteuse Adele remporte quatre récompenses le même soir, égalant le record établi par le groupe Blur lors des Brit Awards 1995.
Un hommage est rendu à David Bowie, mort en janvier 2016, avec les musiciens de sa dernière tournée jouant un medley instrumental de plusieurs de ses titres et, accompagnés de la chanteuse néozélandaise Lorde, la chanson Life on Mars?. David Bowie reçoit à titre posthume le prix spécial Icon Award.

## Interprétations sur scène
Plusieurs chansons sont interprétées lors de la cérémonie :
- Coldplay : Hymn for the Weekend
- Justin Bieber feat. James Bay : Love Yourself / Sorry
- Jess Glynne: Ain't Got Far to Go / Don't Be So Hard on Yourself / Hold My Hand
- James Bay : Hold Back the River
- Kanye West: All Day
- Rihanna feat. SZA et Drake : Consideration / Work
- Little Mix : Black Magic
- Earl Slick, Gail Ann Dorsey, Gerry Leonard (en), Mike Garson, Catherine Russell, Sterling Campbell et Lorde : hommage à David Bowie, medley instrumental et Life on Mars?
- The Weeknd : The Hills
- Adele : When We Were Young

## Palmarès
Les lauréats apparaissent en caractères gras

### Meilleur album britannique
- 25 d' Adele
  - Chaos and the Calm (en) de James Bay
  - A Head Full of Dreams de Coldplay
  - How Big, How Blue, How Beautiful de Florence and the Machine
  - In Colour de Jamie xx

### Meilleur single britannique
- Hello d' Adele
  - Hold Back the River de James Bay
  - Wish You Were Mine de Philip George
  - Hold My Hand de Jess Glynne
  - Love Me Like You Do de Ellie Goulding
  - How Deep Is Your Love de Calvin Harris and Disciples
  - Black Magic de Little Mix
  - Up d'Olly Murs feat. Demi Lovato
  - Bloodstream d'Ed Sheeran et Rudimental
  - King de Years and Years

### Meilleur artiste solo masculin britannique
- James Bay
  - Aphex Twin
  - Calvin Harris
  - Mark Ronson
  - Jamie xx

### Meilleure artiste solo féminine britannique
- Adele
  - Florence and the Machine
  - Jess Glynne
  - Laura Marling
  - Amy Winehouse

### Meilleur groupe britannique
- Coldplay
  - Blur
  - Foals
  - One Direction
  - Years and Years

### Révélation britannique
- Catfish and the Bottlemen
  - James Bay
  - Jess Glynne
  - Wolf Alice
  - Years and Years

### Meilleur producteur britannique
- Charlie Andrew (en)
  - Mike Crossey (en)
  - Tom Dalgety (en)
  - Mark Ronson

### Meilleure vidéo britannique
- Drag Me Down de One Direction
  - Hello d'Adele
  - Love Me Like You Do d'Ellie Goulding
  - How Deep Is Your Love de Calvin Harris & Disciples
  - Flashlight de Jessie J
  - Black Magic de Little Mix
  - Runnin' (Lose It All) de Naughty Boy feat. Beyoncé et Arrow Benjamin
  - Photograph d'Ed Sheeran
  - Writing's on the Wall de Sam Smith
  - King de Years and Years

- Note : Le vainqueur est désigné par un vote des téléspectateurs via le réseau social Twitter.

### Choix des critiques
- Jack Garratt
  - Frances (en)
  - Izzy Bizu

### Meilleur artiste solo masculin international
- Justin Bieber
  - Drake
  - Father John Misty
  - Kendrick Lamar
  - The Weeknd

### Meilleure artiste solo féminine internationale
- Björk
  - Courtney Barnett
  - Lana Del Rey
  - Ariana Grande
  - Meghan Trainor

### Meilleure groupe international
- Tame Impala
  - Alabama Shakes
  - Eagles of Death Metal
  - Major Lazer
  - U2

### Meilleur succès global
- Adele

### Icon Award
- David Bowie

## Artistes à nominations multiples
- 4 nominations :
  - Adele
  - James Bay
  - Years and Years

- 3 nominations :
  - Calvin Harris
  - Jess Glynne

- 2 nominations :
  - Coldplay
  - Disciples
  - Florence and the Machine
  - Ellie Goulding
  - Little Mix
  - One Direction
  - Mark Ronson
  - Ed Sheeran
  - Jamie xx

## Artiste à récompenses multiples
- 4 récompenses :
  - Adele